# Canal 13 (Chile)
Canal 13, früher auch Corporación de Televisión de la Pontificia Universidad Católica de Chile (UCTV) („Fernsehgesellschaft der Päpstlichen Katholischen Universität von Chile“), ist der zweitälteste Fernsehsender in Chile. Sendebeginn war der 21. August 1959.
Der Sender befand sich bis 2010 im alleinigen Eigentum der Päpstlichen Katholischen Universität von Chile und wurde seitdem gemeinsam mit der privaten Grupo Luksic betrieben, dem Konzern des chilenischen Milliardärs Andrónico Luksic Craig, der im November 2010 mit 67 % die Mehrheit der Anteile des Senders übernahm. Nicht zuletzt aufgrund des Einflusses der katholischen Kirche wird der Sender als konservativ eingeschätzt. Im November 2017 wurde angekündigt, dass die Universität auch ihre verbliebenen Anteile an Luksic abgibt, der damit 100 % des Senders übernimmt.
Das Programm von Canal 13 wird dominiert von lokalen Shows, nationalen und regionalen Telenovelas, Reality-Shows, Nachrichtensendungen und anderen Programmen. Canal 13 ist einer der meistgesehenen Kanäle des Landes.

## Kritik
Dem Sender wird von Kritikern vorgeworfen, während der Diktatur von General Augusto Pinochet Informationen über Menschenrechtsverletzungen unterdrückt zu haben.

## Canal 13 Cable und Play FM
Das Unternehmen hat auch andere Geschäftsfelder in den Massenmedien.
- Canal 13 Cable bietet ein differenzierteres Programm als die Mutterstation, mit mehr Gewicht im kulturellen Bereich und eher fokussiert auf Wirtschaft und Sport.

- Play FM ist ein Musiksender mit regelmäßigem Nachrichtenüberblick. Die belegte Frequenz ist 100.9 FM in Santiago.

- Canal 13 hat ein Joint Venture mit TVyNovelas, um die offiziellen Magazine bezogen auf die eigenen Sendungen wie Protagonistas… oder La Granja (beides reality shows) zu drucken.

## Die wichtigsten Sendungen
Die populärsten Sendungen des Netzwerks sind:
- Contacto (Journalismus)
- Teletrece (Nachrichten)
- Brujas (soap opera)
- Machos (soap opera)
- Fama (Reality show)
- La Granja VIP (The Farm) (Reality show)
- Protagonistas de la Música (Reality show)
- Protagonistas de la Fama (Reality show)
- Gigantes con Vivi (Abendshow)
- Sábado Gigante (Abendshow)
- Vértigo (Abendshow)
- Viva el Lunes (Abendshow)
- Trato Hecho (Deal or No Deal) (Quiz show)
- El Rival Más Débil (The Weakest Link) (Quiz show)
- ¿Quién Quiere Ser Millonario? (Who Wants to Be a Millionaire?) (Quiz show)
- Festival de la cancion de Viña del Mar (Pop und Folklorefestival)
- Héroes (Miniserie)
- Lost (Serie)
- The Simpsons (Zeichentrick)
- Die Zauberer vom Waverly Place
- Zack & Cody an Bord
- Hannah Montana
- Sonny Munroe
- Phineas und Ferb (Zeichentrick)
- Bienvenidos (2011-)
- Peleles (2011) (telenovela)
- Perla, tan real como tu (2011–2012) (Reality show)
- Mundos Opuestos (2012) (Reality show)
- Atrapa los Millones (2012) (Quiz show)
- Vida por Vida (2012) (Serien)
- No basta con ser bella : Miss Chile 2012 (Reality show)
- Soltera otra vez (2012) (telenovela)
- Pobre Rico (2012) (telenovela)